# Vas de precipitats

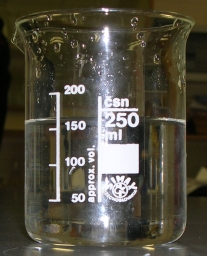
Fotografia d'un vas de precipitats.

Un vas de precipitats és un instrument per a contenir líquids, utilitzat habitualment en el laboratori. Té forma cilíndrica, amb un fons pla; se'n poden trobar de capacitats diverses, des d'un mil·lilitre fins a diversos litres. Normalment és de vidre o plàstic i sol estar graduat, tot i que, per la seva pròpia naturalesa, aquesta graduació és poc exacta i, per tant, és recomanable no utilitzar-lo per a mesurar volums de substàncies. S'utilitza, doncs, sobretot per a transportar líquids a un altre recipient, com ara a una proveta o a un tub d'assaig. Com que és resistent als canvis bruscos de temperatura, també s'utilitza per escalfar, dissoldre...